# 6094 Hisako
6094 Hisako eller 1990 VQ1 är en asteroid i huvudbältet som upptäcktes den 10 november 1990 av de båda japanska astronomerna Tsutomu Hioki och Shuji Hayakawa i Okutama. Den är uppkallad efter Hisako Hioki, mor till en av upptäckarna.
Asteroiden har en diameter på ungefär 9 kilometer och den tillhör asteroidgruppen Eunomia.